# Eichleite
Die Siedlung Eichleite gehört zum Stadtteil Obergrochlitz/Caselwitz der Stadt Greiz im Landkreis Greiz in Thüringen.

## Lage
Die Eichleite liegt östlich abseits von Caselwitz und südlich von Obergrochlitz auf einer Zwischenetage im Tal links der Weißen Elster. Im Osten schließt sich ein Steilhang zum Fluss hin an, auf der gegenüberliegenden Seite liegt der Ort Dölau.

## Geschichte
Die Bebauung der Eichleite ist verhältnismäßig jung. Erst ab ca. 1930 entwickelte sich die Lage zu einem Wohnplatz für Arbeiter. Besonders Angestellte des Dölauer Chemiewerks, zu welchem eine direkte, heute gesperrte Straße errichtet wurde, bauten hier Einfamilienhäuser. Diese prägen auch heute noch das Siedlungsbild.
Das Gebiet der Eichleite gehörte früher zur Gemeinde Caselwitz, welche sich 1922 mit Obergrochlitz zur Gemeinde Caselwitz-Grochlitz zusammenschloss. Mittlerweile gehört die Eichleite zur Ortschaft Obergrochlitz, worauf die Ortstafel hinweist. Es ist nicht genau bekannt, wann und wie es zu dieser Verschiebung in der Zugehörigkeit kam.

## Dorfleben
In der Siedlung wird jährlich das Brunnenfest gefeiert. Dieses wird anlässlich der Wiederherstellung des Dorfbrunnens 1997 begangen.